# Kontexteffekt
Der Begriff Kontexteffekt (engl. contextual bias) beschreibt in der Psychologie die systematische Beeinflussung von Wahrnehmungen, Urteilen oder Entscheidungen durch den Kontext, in dem Informationen präsentiert werden. Kontexteffekte sind häufig unbewusst und können sowohl individuelle als auch kollektive Entscheidungsprozesse beeinflussen und verzerren. Sie treten in verschiedenen Bereichen auf, unter anderem bei der Wahrnehmung von Personen, der Beurteilung von Ereignissen oder bei Meinungsänderungen. Kontexteffekte spielen eine zentrale Rolle in der Sozial- und Kognitionspsychologie sowie der Sozialforschung. Als Zweig zu ihrer Erforschung hat sich in der Sozialforschung unter anderem die Kontextanalyse entwickelt, deren Ergebnisse beispielsweise im Rahmen der Werbepsychologie Anwendung finden. 
Die Forschung zu Kontexteffekten hilft, menschliches Verhalten besser zu verstehen, insbesondere im Hinblick darauf, wie Urteile durch irrelevante oder nebensächliche Faktoren beeinflusst werden. Diese Erkenntnisse haben weitreichende praktische Implikationen für zahlreiche Disziplinen, wie die forensische Psychologie, die Marktpsychologie und die politische Entscheidungsfindung.

## Juristischer Kontext
Im forensischen Kontext haben irrelevante Kontextinformationen einen Einfluss auf die Beurteilung von Rückfallrisiken. Dieser wurde in einer experimentellen Studie von Oberlader & Verschuere (2024) untersucht. Die Ergebnisse zeigen, dass irrelevante Informationen (z. B. moralisch inakzeptables Verhalten wie mangelnde Empathie mit dem Opfer) auch bei Verwendung von standardisierten Instrumenten zur Vorhersage von Rückfallrisiken signifikante Verzerrungen in der Risikobewertung verursachen können. Eine häufig empfohlene Strategie zur Verringerung solcher Verzerrungen, die sequentielle (schrittweise) Präsentation von Informationen entsprechend ihrer prognostischen Relevanz, erwies sich in der Studie als ineffektiv.

## Wahrnehmung von Werbung
Bei Befragungen, beispielsweise im Rahmen von Marktforschung, werden mit dem Kontexteffekt Antwortverzerrungen beschrieben, die dadurch auftreten, dass die Beantwortung einer vorhergehenden Frage oder das Umfeld, in dem die Befragung stattfindet, sich auf das Antwortverhalten für nachfolgende Fragen auswirkt. Kontexteffekte sind auch von hoher Bedeutung für die Produkt- und Markenpositionierung und für Werbung, da sich die Präsentation des zu verkaufenden Objektes und die damit einhergehenden Assoziationen auf die Produktwahrnehmung auswirken und somit zur Kaufentscheidung beitragen.

## Wahrnehmung von Kunst
Das Umfeld spielt auch eine große Rolle bei der Wahrnehmung und Bewertung von Kunstwerken. Gemälde unterschiedlichster Stilrichtungen erhielten bei Präsentation in einem klassischen Museumskontext bessere Bewertungen und wurde als interessanter eingestuft als wenn dieselben Kunstwerke in einem sterilen Laborkontext präsentiert wurden. Während die genauen Ergebnisse mit dem Kunststil schwankten, zeigte sich in der Gesamtbetrachtung, dass der Kontexteffekt eine wichtigere Rolle spielte als der Echtheitseffekt (also die Unterscheidung, ob das Kunstwerk im Original oder als Kopie präsentiert wurde).